# Elisabeth Krickeberg

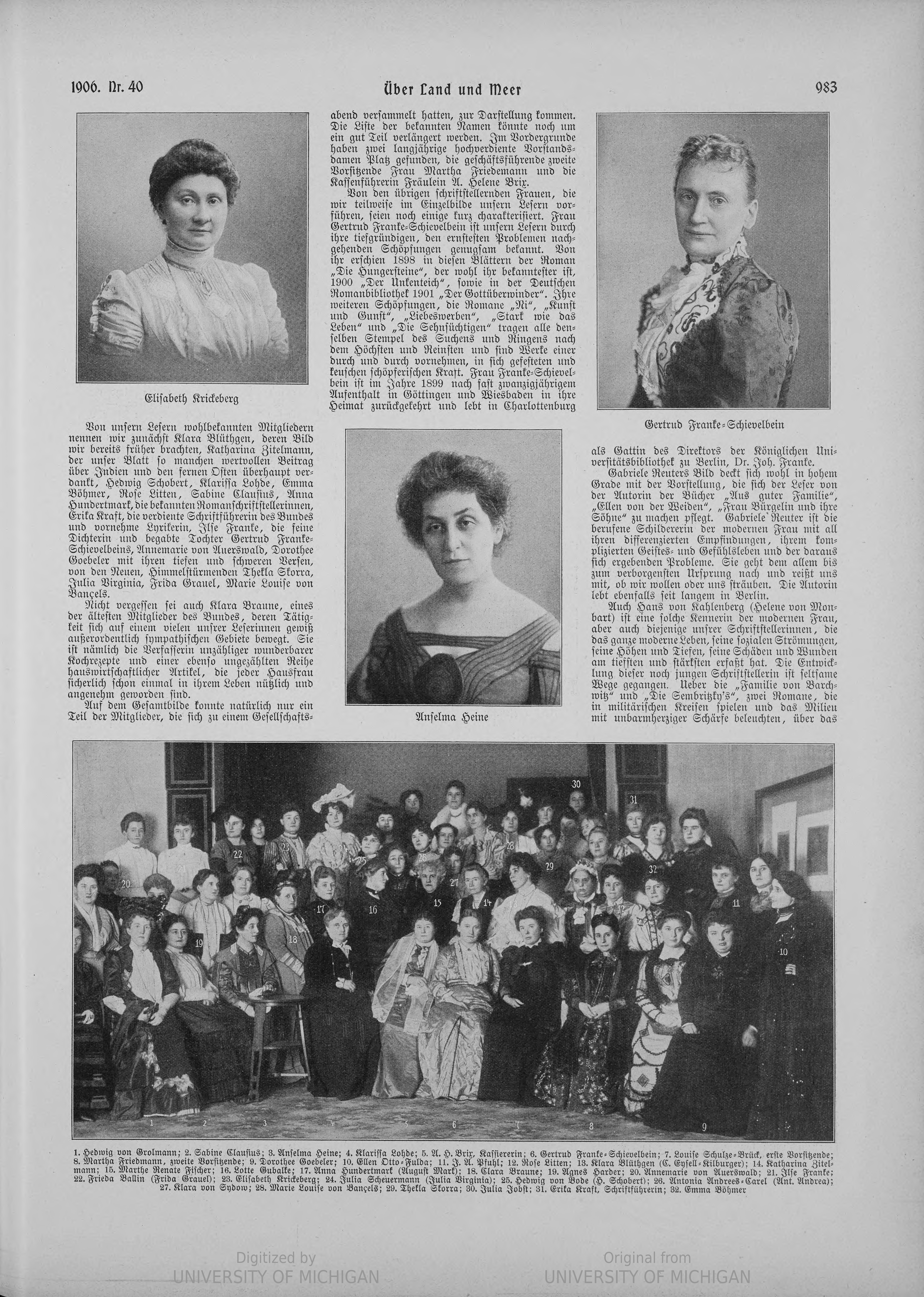
Elisabeth Krickeberg (links oben)

Elisabeth Krickeberg (geboren als Elisabeth Lesske; * 2. Februar 1861 in Liebenau, Neumark, Provinz Brandenburg; † 1944) war eine deutsche Schriftstellerin.

## Leben
Elisabeth Lesske war die Tochter eines Gutsbesitzers. Sie besuchte die Schule in ihrem Heimatort Liebenau und wurde später von Privatlehrern unterrichtet. Ab 1873 war sie Schülerin der Töchterschule in Schwiebus. Nachdem sie eine hauswirtschaftliche Ausbildung absolviert hatte, besuchte sie ab 1878 ein Lehrerinnenseminar in Berlin, an dem sie 1880 die Prüfung als Lehrerin für Mittlere und Höhere Töchterschulen bestand.
Sie übte ihren Beruf jedoch nicht aus, sondern war im elterlichen Haushalt tätig.
1883 heiratete sie den Postbeamten Konrad Krickeberg. Aus der Ehe ging der spätere Ethnologe Walter Krickeberg hervor. Die Familie lebte in Schöneberg und später in Charlottenburg bei Berlin.
Ab 1891 war Elisabeth Krickeberg schriftstellerisch tätig; ihre Arbeiten erschienen anfangs in Familienzeitschriften wie dem Universum und der Illustrirten Welt. Auch schrieb sie Geschichte für die Zeitung Rad-Welt:
Elisabeth Krickeberg war Verfasserin von Romanen, Erzählungen und feuilletonistischen Arbeiten.
Sie lebte ab Ende der 1930er Jahre in Berlin-Steglitz.

## Werke
Romane und Erzählungen
Elisabeth Krickeberg verfasste Romane und Erzählungen als leichte Unterhaltungsliteratur.
- Heinrich von Stephan, Dresden [u. a.] 1897 Text
- Dahinten in Polen, Berlin 1899
- Überflüssig. Der Häßliche, Leipzig 1899
- Muck als Freiwerber und andere Geschichten, Berlin 1900
- Ohne Liebe. Der tolle Graf, Leipzig 1903
- Die Frau Professor, Leipzig 1906
- Die Krähe und andere Novellen, Leipzig 1910
- Wie wir vergeben unsern Schuldigern, Berlin 1913
- Und hätte der Liebe nicht ..., Dresden 1914
- Trotzige Liebe, Berlin [u. a.] 1915
- Die Hollmanns, Berlin 1916
- Tokiwa, Berlin [u. a.] 1916
- Siddys Ehekontrakt, Berlin 1917
- Auf einsamer Höh, Berlin [u. a.] 1918
- Bechtold Hergersbergs Heirat, Berlin [u. a.] 1919
- Im Strudel der Großstadt, Berlin 1919
- Dein mit ganzer Seele, Leipzig [u. a.] 1920
- Rittmeister Segendorf, Berlin [u. a.] 1920
- Im Stiftshause, Leipzig 1927
- Vollberg Sohn, Reutlingen 1927
- Ilse und Else, Leipzig 1928
- Das Geheimnis von Koltenhausen, Leipzig 1929
- Wo ich einst so selig war! Reutlingen 1931

Übersetzungen
- Angus Buchanan: Sahara, Stuttgart 1930